# Echeandia campechiana
Echeandia campechiana är en sparrisväxtart som beskrevs av Robert William Cruden. Echeandia campechiana ingår i släktet Echeandia och familjen sparrisväxter. Inga underarter finns listade i Catalogue of Life.